# Astudillo
Astudillo és un municipi de la província de Palència, que comprèn els pobles d'Astudillo i Palacios del Alcor. El municipi, que és un dels més extensos de la província, limita amb Amusco, Villamediana, Torquemada, Cordovilla la Real, Villalaco, Valbuena de Pisuerga, Villodre, Melgar de Yuso, Santoyo i Támara de Campos.

## Situació
El poble d'Astudillo es troba a uns 30 kilòmetres de la capital, Palència. És travessat per dues carreteres comarcals i d'altres d'inferior categoria.
Astudillo es comunica amb Amusco, Palència, Frómista i Castrojeriz, a Burgos.

## Política
| Període      | Nom de l'alcalde/-essa                              | Partit polític  | Data de possessió |
| ------------ | --------------------------------------------------- | --------------- | ----------------- |
| 1979 - 1983  | Luis Alberto Nebreda                                | UCD             | 19/04/1979        |
| 1983 - 1987  | Luis Alberto Nebreda                                | Aliança Popular | 28/05/1983        |
| 1987 - 1991  | Glicerio Castro, a partir de 1988 M. Soledad Varela | PSOE            | 30/06/1987        |
| 1991 - 1995  | Eugenio Duque                                       | Partit Popular  | 15/06/1991        |
| 1995 - 1999  | Eugenio Duque                                       | Partit Popular  | 17/06/1995        |
| 1999 - 2003  | Agustín Manrique                                    | PSOE            | 03/07/1999        |
| 2003 - 2007  | Luis Santos                                         | Partit Popular  | 14/06/2003        |
| 2007 - 2011  | Luis Santos                                         | Partit Popular  | 16/06/2007        |
| 2011 - 2015  | n/d                                                 | n/d             | 11/06/2011        |
| 2015 - 2019  | n/d                                                 | n/d             | 13/06/2015        |
| 2019 - 2023  | n/d                                                 | n/d             | 15/06/2019        |
| Des del 2023 | n/d                                                 | n/d             | 17/06/2023        |

## Demografia
| 1842 |  | 1857 |  | 1860 |  | 1877 |  | 1887 |  | 1897 |  | 1900 |  | 1910 |  | 1920 |  | 1930 |  | 1940 |  | 1950 |  | 1960 |  | 1970 |  | 1981 |  | 1991 |  | 2001 |  | 2007 |
| ---- |  | ---- |  | ---- |  | ---- |  | ---- |  | ---- |  | ---- |  | ---- |  | ---- |  | ---- |  | ---- |  | ---- |  | ---- |  | ---- |  | ---- |  | ---- |  | ---- |  | ---- |
| 4151 |  | 4396 |  | 4236 |  | 3926 |  | 3573 |  | 3182 |  | 3080 |  | 2896 |  | 2503 |  | 2768 |  | 2529 |  | 2630 |  | 2272 |  | 1910 |  | 1623 |  | 1374 |  | 1253 |  | 1168 |

## Monuments
El principal monument d'Astudillo és el Convent de Santa Clara, famós pel seu museu, i la rebosteria que fan les mateixes monges. També és important La Mota, nom del pujol on estava ubicat el castell, ja desaparegut, i des d'on hom pot gaudir de les vistes del poble.

## Economia
Amb una economia basada principalment en l'agricultura i la ramaderia, també es vol impulsar l'economia energètica amb la instal·lació d'aerogeneradors.

### Església de Santa Eugenia

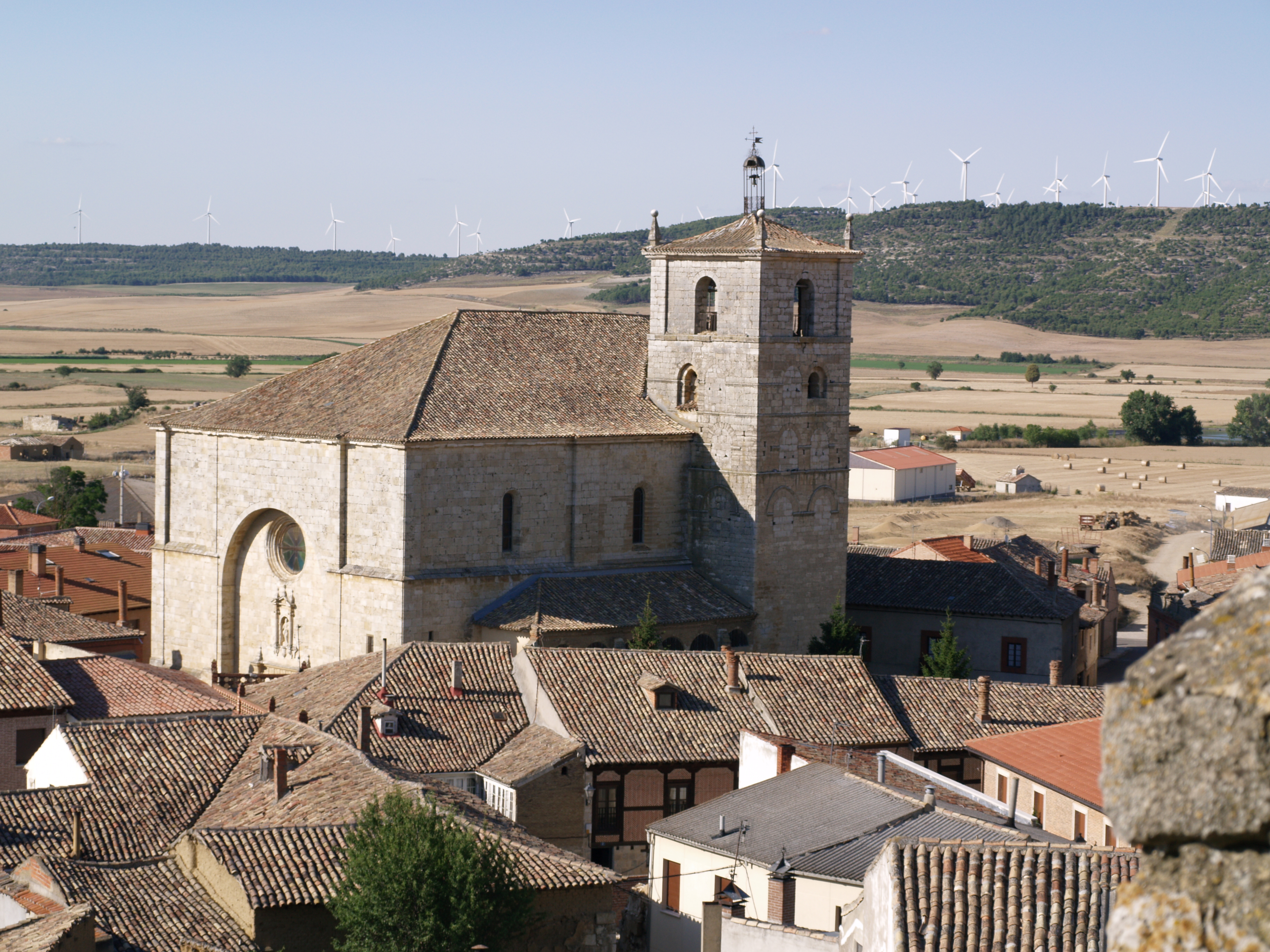
Vista de Santa Eugènia
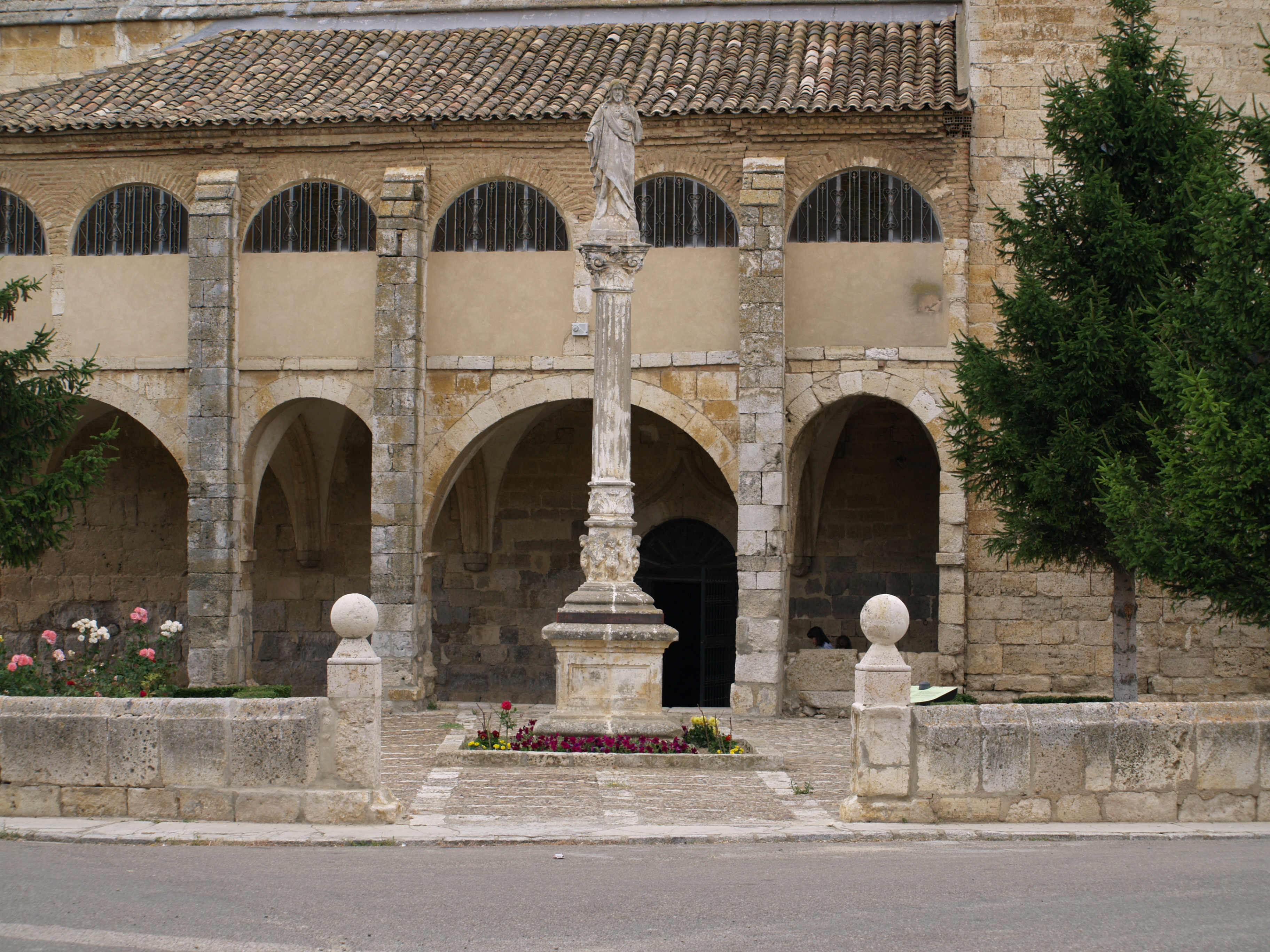
Santa Eugènia
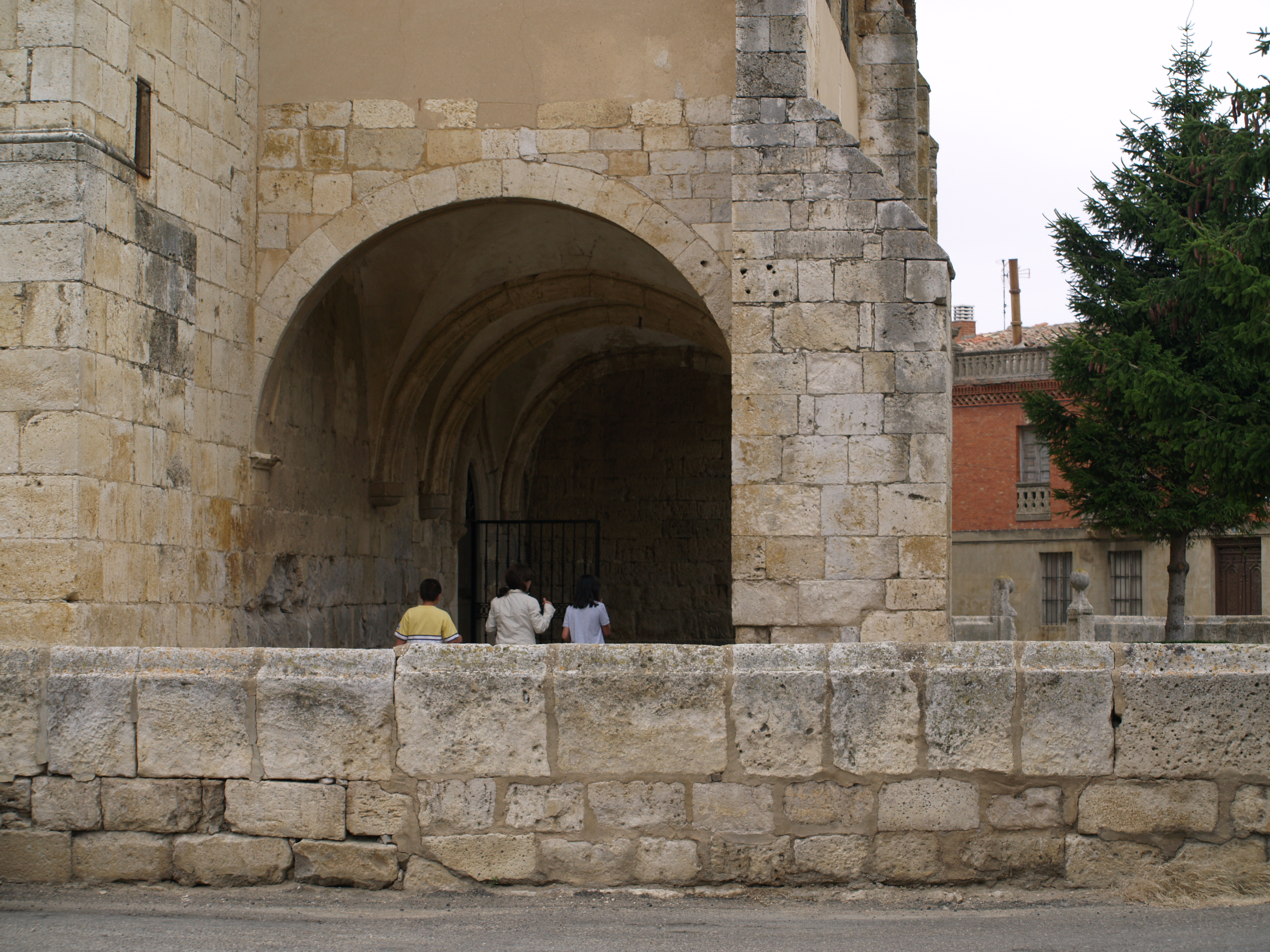
Església de Santa Eugènia

### Castell de la Mota

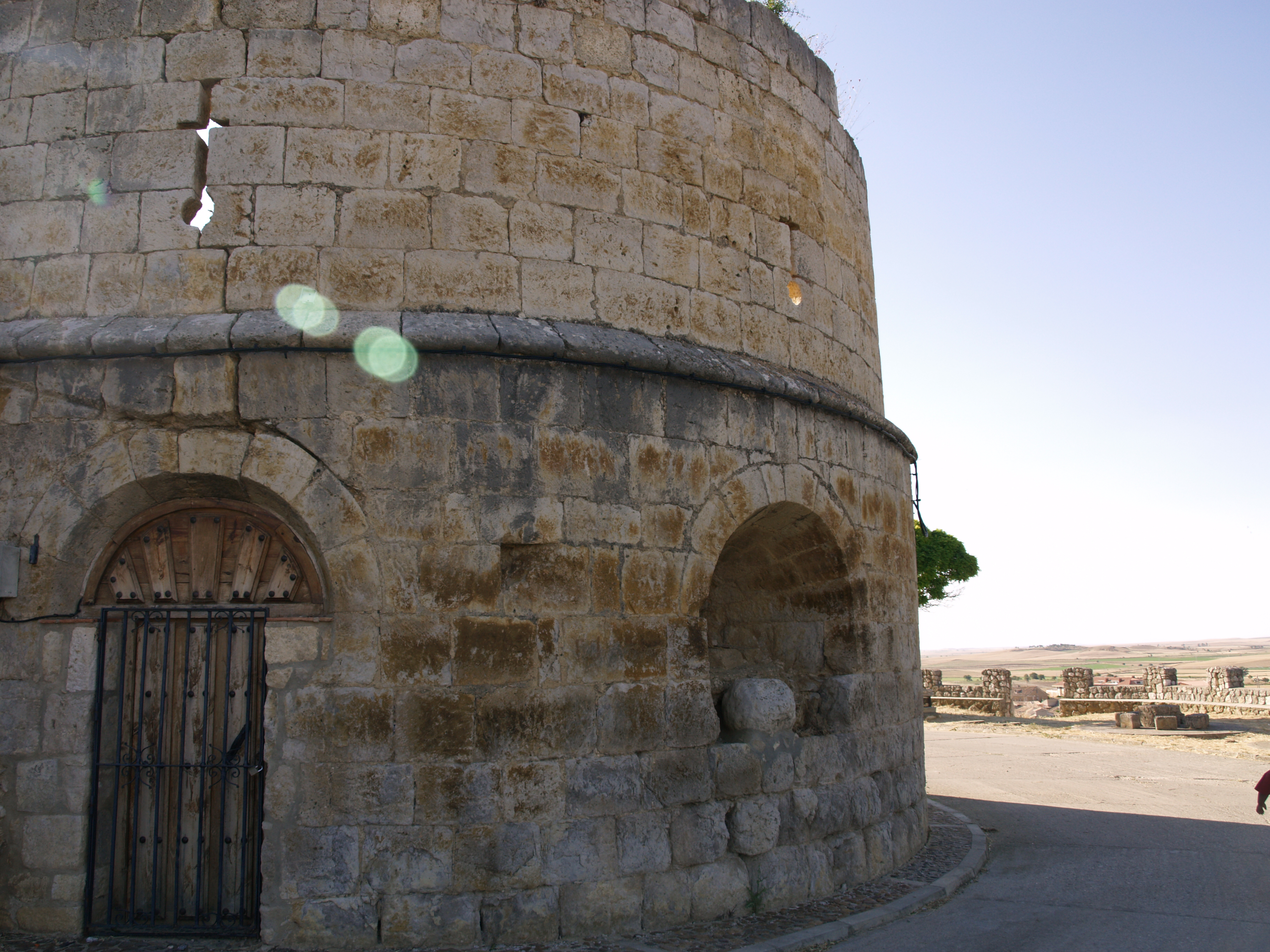
Part del Castill
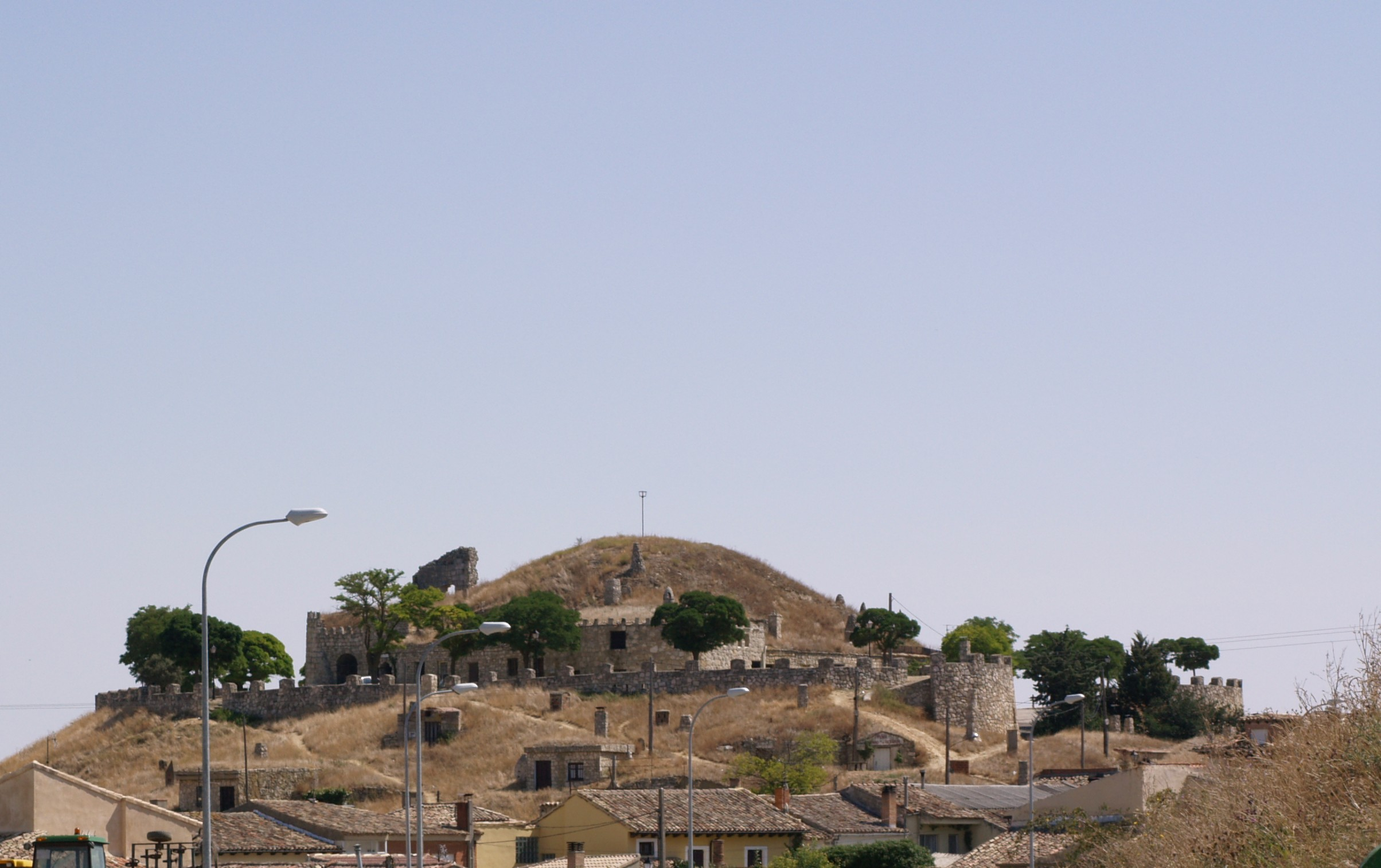
Vista del Castell de la Mota i les bodegues
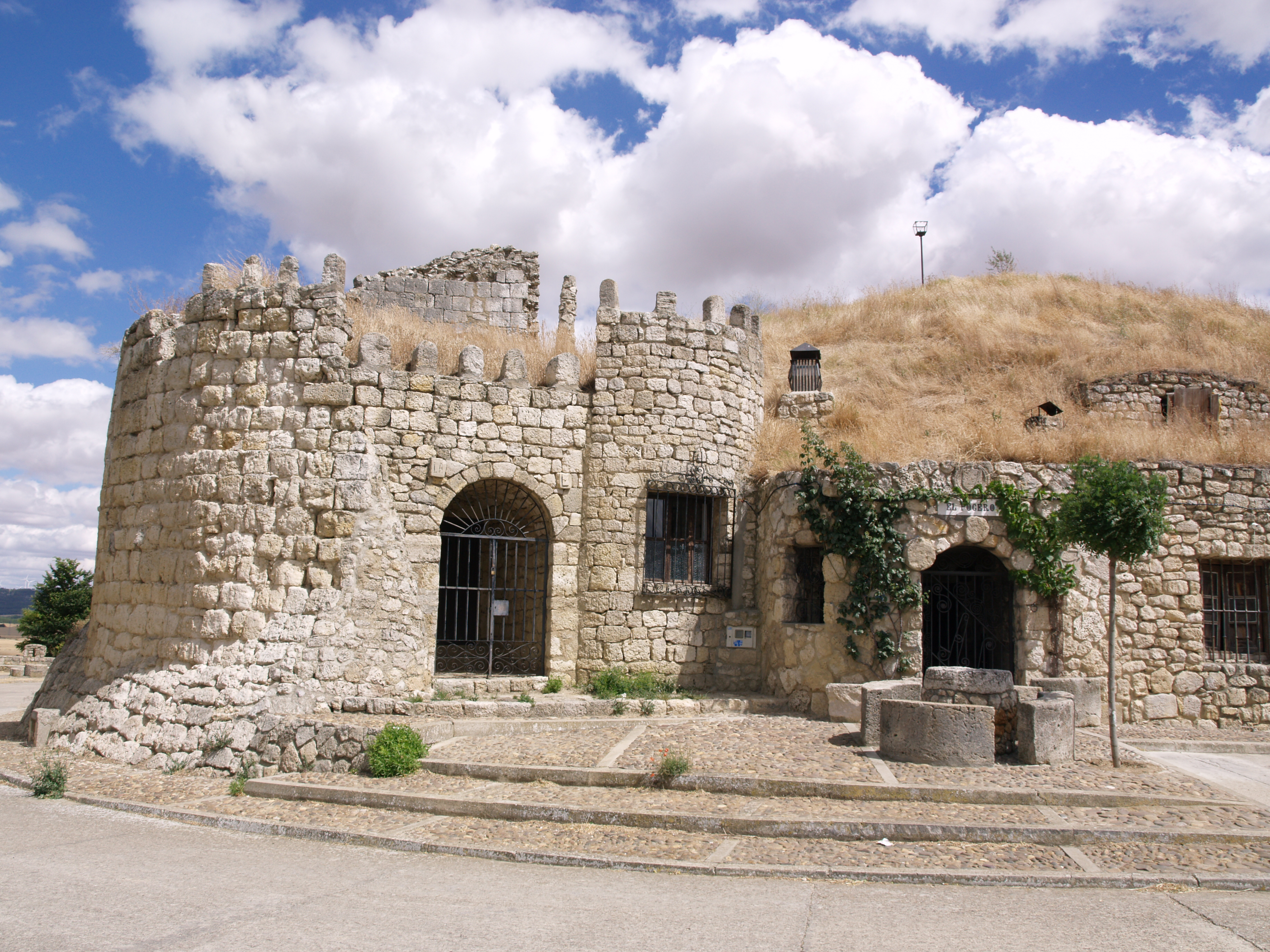
Part del Castell utilitzat per a bodegues

## Personatges
Destaca César Muñoz Arconada, escriptor i periodista.